# Rime
Rime (стилизованна как RiME) — приключенческая игра-головоломка, разработанная независимой компанией Tequila Works . Игра была выпущена для Windows, PlayStation 4 и Xbox One в мае 2017 года, а для Nintendo Switch — в ноябре 2017 года. Игрок управляет мальчиком, прибывающим в поисках своего отца на остров. Его сопровождает таинственный дух в виде лисицы. Мальчик должен путешествовать по обширным пространствам, представленных пятью уровнями и решать головоломки.
Прототип игры назывался Echoes of Siren и представлял собой стратегическую игру по выживанию в открытом мире, в итоге, по мере разработки, игровой процесс был переработан в приключенческую головоломку. Само прохождение воплощает пять стадий принятия смерти. Позже Microsoft решила отказаться от финансирования проекта. В конечном счёте права на игру приобрела Sony для её выпуска на PlayStation 4. Первый трейлер игры был продемонстрирован на Gamescom в 2013 году. Tequila Works вновь приобрела права на интеллектуальную собственность игры в 2016 году.
Оценки Rime можно охарактеризовать в целом, как сдержанно-положительные. При этом средняя оценка игры явно отличается в зависимости от платформы. Для приставки Nintendo Switch она составляет 64 баллов, а для Xbox One — 82 балла из 100 возможных. Критики однозначно похвалили Rime за её чувственную историю, художественный стиль, окружающий мир и музыкальное сопровождение. Более сдержанный отзыв получил сам игровой процесс.

## Игровой процесс
Игра предлагает управлять мальчиком от третьего лица, которого выбросило на берег заброшенного острова. Игрок может заставлять мальчика бегать, карабкаться, нести предметы, а также тянуть или толкать более крупные предметы по ландшафтам острова. Мальчик может также петь или кричать, чтобы активировать находящиеся поблизости статуи, например, для того, чтобы на короткое время открыть дверь.
С помощью данных команд игрок может решать разные головоломки. Некоторые из головоломок завязаны на использовании перспективы, для чего нужно использовать особый механизм, похожий на башню, и с его помощью выравнивать несколько разнородных объектов, чтобы создать дверной проем на поверхности, на которую они проецируются.
По мере путешествия по острову, мальчик находит себе компаньона в виде лисицы, а также несколько раз видит таинственного человека в плаще, но не догоняет его. Со временем герой начинает вспоминать, как он попал на остров: он и его отец были в море, когда разразилась буря, и отец упал за борт. Мальчик пытался спасти его, но смог схватить только красный плащ, прежде чем море поглотило отца. Фигура в красном плаще представляет отца, ведя его к центральной башне. Само путешествие воплощает преодоление через пять этапов скорби. Когда мальчик доходит до вершины башни, он прощается с лисой и сила притяжения для мальчика меняется в противоположную сторону таким образом, что теперь он оказывается наоборот на дне и должен снова пройти башню до её «вершины-основания». Герою возвращаются новые воспоминания, которые показывают, что на самом деле главным героем истории был отец мальчика, а в море был потерян именно его ребёнок, а сам остров с башней был частью его собственного разума, чтобы справиться с потерей. В конце, представляя, как мальчик вернулся к нему обратно, отец обнимает его и видение мальчика исчезает. Отец наконец-то принимает смерть сына и бросает кусок красной ткани.

## Разработка

### Дизайн и игровой процесс
Разработкой игры занималась испанская независимая студия разработчиков видеоигр Tequila Works, расположенная в Мадриде. Концептуальный дизайн игры начался ещё во время разработки Deadlight. По изначальной задумке, Rime представляла собой изометрическую ролевую игру от третьего лица, изначально носившею название Echoes of Siren. Игра была завязана на дневных циклах, во время которых герой должен был охотиться, заниматься ремеслом, обороняться из своего укрепления ночью от врагов. Другие ключевые элементы игры включали в себя исследование и настройку персонажа. Команда попросила финансовую поддержку у Microsoft в обмен на условие выпустить игру эксклюзивно на Windows 8 и для сервиса Xbox Live Arcade для приставки Xbox 360. Первоначало Microsoft дала одобрение, но позже идея была отклонена из-за несоответствии политике публикации для Xbox One XBLA от Microsoft, в которой особое внимание уделялось многопользовательским и другим социальным играм. В итоге спонсором согласилась стать компания Sony для выпуска игры эксклюзивно на игровую приставку PlayStation 4. В сентябре 2016 года Tequila Works вновь приобрела права игры у Sony, выпустив её на другие платформы.
В игре присутствует мальчик, который должен избежать проклятья и покинуть остров. Ранняя версия игры включала решение головоломок в условиях открытого мира, представленного островом. Игровой дизайн прибегает к островной среде и музыке без каких либо элементов устного повествования, чтобы рассказать историю в игре. Механика «дня-ночи» была сохранена ещё из прототипа Echoes of Siren, а также влияние света на игровой процесс и окружение. В процессе разработки, от открытого мира отказались, сделав игру более линейной, где надо проходить через уровни в загробном мире. Кроме того были исключены ряд игровых элементов, таких, как механика выживания, требующая питаться и пить воду, а также статистика выносливости и здоровья. Хотя в финальной версии было решено отказаться от сражений, в игре по прежнему присутствует тактика выживания, необходимость укрываться от врагов, избегать их и находить решения и вырабатывать стратегию их обхода. Таким образом Рубио заметил, что в некоторых аспектах Rime может казаться беспощадной. А представленные головоломки постоянно становятся сложнее, требуя от игрока опыта и решимости. Работая над головоломками, команда вдохновлялась такими играми, как Monument Valley и The Witness. В какой то момент, в игре было представлено около 500 головоломок, однако во время тестирования игры, многие игроки были разочарованы и бросали Rime на полпути. В итоге, большая часть головоломок была исключена из игры, также командой была создана система подсказок.

### Художественный стиль и история
Работая над художественным стилем, художественный руководитель Рауль Рубио указал на то, что вдохновлялся художественными работами Хоакином Сорольей, также известного, как «мастер света». Рубио заметил, что «Многие его картины посвящены попыткам воссоздать ветер, волны и свет». Такое же чувство Рубио хотел передать и в «Rime», продемонстрировав «яркое голубое небо и ослепительно белую архитектуру и ночные великолепные огни, которые показывают путь герою». Что касается архитектуры, то дизайнер заметил, что в данной ситуации вдохновлялся работами Джорджио де Кирико, который в своих работах демонстрировал «длинные возвышающиеся колонны, высокие башни и, опять же, яркие пейзажи, контрастирующие только с глубокими тенями». Несмотря на распространённое мнение игровой прессы, создатели Rime не черпали вдохновение у игры Zelda The Wind Waker, вместо этого ссылаясь на другие игры, такие, как проекты от Team Ico, а также игры Dark Souls , Jak & Daxter 2 и инди-игру Journey.
Рубио заметил, что «команда хотела, чтоб игрок чувствовал себя, как ребёнок, чтобы он был безрассудным, бесстрашным, пробовал и что-то, экспериментировал и если он терпит неудачу для него нет никаких последствий. В этом плане игра „Jak & Daxter 2“ очень преуспела» со слов разработчиков. Сама Rime в её финальной версии создавалась с упором на исследование и решение головоломок, нежели сражение. В этом плане, команда вдохновлялась игрой Dark Souls, где дизайн уровней заставляет игрока чувствовать, будто он находится в открытом мире и потерянном среди большого пространства, а также иногда вызывает чувство сокрушительного отчаяния, вынуждая игрока бежать от врагов, которых он заведомо не сможет одолеть. В Rime данная идея была передана с хищной птицей, которая может похитить героя во время попытки решения головоломки, таким образом возвращая прогресс игры до последней точки сохранения. Рубио с сарказмом заметил, что «Птица немного похожа на вашего злого соседа снизу с его метлой, или то, как вы боитесь случайно пнуть футбольной мяч в сторону его сада».
Работая над сюжетной линией, Рубио заметил, что фактически действие в Rime — это аллегория на пять стадий принятия смерти, где остров воплощает отрицание отца смерти своего сына, попытка удержать его в своём создании. Сам вымышленный ребёнок выступает нарушителем данного мира и начинает пробуждать вещи, «раннее запертые», «остров реагирует на это это и ему это не нравится», момент поднятия на башню начинает воплощать стадию гнева, его окружение враждебно, на героя нападают гигантские птицы, мир кажется выжженным. Отец в это время начинает обвинять самого сына в его же смерти. Следующая стадия — уныние, воплощается тенями. Окружающий мир теперь тёмный, враждебный и пытается склонить героя к тому, что он сам является тенью со слов Рубио. В этот момент лиса «жертвует собой», чтобы помочь герою завершить свой путь. Лиса, со слов дизайнера, воплощает то, как люди в депрессии склонны не замечать, как им на помощь приходят их друзья и родные. Её единственной целью в жизни было дать мальчику надежду принять свою природу, а его природу — тень. Перевёрнутая башня символизирует смирение, идею того, что место, куда изначально стремился мальчик, был не свет, а дно. И теперь ему надо вернуться обратно. «Отец принимает смерть сына, открывая ему путь к новому рассвету».

## Анонс и выход
Первый выпущенный трейлер был показан в августе 2013 года в рамках демонстрации инди-игр на пресс конференции Sony на мероприятии Gamescom, где была показана приключенческая игра от третьего лица и графикой, имитирующей рисованную анимацию. Её игровой процесс игровой прессой сравнивался с играми от Team Ico, игрой Journey от Thatgamecompany и The Legend of Zelda: The Wind Waker. Сам трейлер получил положительные отзывы со стороны прессы. Художественный руководитель Рауль Рубио в качестве вдохновения ссылался на такие фильмы, как «Принцесса Мононоке», «Унесённые призраками», «Ясон и аргонавты», а также творчество Хоакина Сорольи, Сальвадора Дали и Джорджо де Кирико. Рубио позже отметил в интервью от 2016 года, что ранний трейлер вызвал ажиотаж, а Tequila Works стала испытывать на себе сильное давление из-за завышенных ожиданий по их мнению, признав, что его команда слишком рано выпустила трейлер. Рубио заметил, что «хотя мы восприняли это, как большой комплимент, но и были в ужасе, так как нас сравнивали с такими гигантами, как „The Last Guardian“, но мы же крошечная инди-студия»
Rime была выпущена для персональных компьютеров Microsoft Windows, PlayStation 4 и Xbox One 26 мая 2017 года. Версия игры для Nintendo Switch была приспособлена студией Tantalus Media и выпущена в ноябре 2017 года.
После выхода, вокруг игры образовалась своя фанатская аудитория, которая начала строить теории вокруг смысла сюжета до того, как его раскрыл Рауль Рубио. Так, популярной была теория, согласно которой Rime — эта история о человеке, не желающем оставлять своё детство, как и Питере Пэн, или же многие игроки меняли местами смысл потери и надежды. Также Рубио заметил, что получил множество признательных писем от родителей, потерявших детей, которые заметили, что игра помогла им лучше распознать их горе и принять его.

## Музыка
Композитором музыкального сопровождения выступил Давид Гарсиа Диас, который записывал композиции с участием симфонического оркестра и иногда хора. Песни «Song of the Sea» были созданы в двух версиях с участием вокалисток Миреллы Диес Моран и Сильвии Гиллем Кофрес. Диас также выступил звукорежиссёром в игре. При написании звуковых эффектов Диас исходил из базовой идеи — отражения звука природы: воссоздание пространства через различные звуки ветра и воды, вой ветра из далека, звук пены у берега, удар воды и камни, чайки и так далее. Композитор заметил, что сам вырос на побережье Галисии о хорошо знает его звуковой пейзаж.
При написании музыки, композитор исходил из идеи передать чистую мелодию и рассказать историю. «Чистая музыка, с простыми гармониями и аккордами и весомой мелодией. Это связано также со взглядом на мир с точки зрения ребёнка». Композитор вдохновлялся творчеством Дзё Хисаиси, Людовико Эйнауди, Макса Рихтера и Остина Уинтори.
Редакция Pushsquare причислила музыку из Rime к десяти самым лучшим игровым саундтрекам десятилетия, поставив его на шестое место, наряду с музыкой к Destiny и Journey, заметив, что партитура Гарсии Сиаса отражает столько же красоты, сколько окружение в игре, в чьих песнях сохраняются равновесие таинственности и душераздирающей красоты, а сами треки почти сразу же влюбляют в себя слушателя. Сами же мелодии строятся друг на друге по мере прохождения игры, создавая взаимосвязанные темы, при этом по мере продвижения в игре, мелодии в большей степени отражают мрачную атмосферу и «зловещее чувство», трепет мелодий уступает место печали. При этом саундтрек «Alone in the Light» демонстрирует идею того, что в любой тьме найдётся луч света.
Мелодии были собраны в музыкальный альбом «RiME (Deluxe Soundtrack)», куда входят 17 треков из игры, включая 13 дополнительных. Его выход состоялся 26 мая 2017 года. Выпуском винилового издания занимался лейбл Grey Box

## Критика
| Сводный рейтинг    | Сводный рейтинг                                    |
| Агрегатор          | Оценка                                             |
| ------------------ | -------------------------------------------------- |
| GameRankings       | - (PS4) 80,09 % - (XONE) 80,00 % - (NS) 63,30 %    |
| Metacritic         | (NS) 64/100 (PC) 78/100 (PS4) 80/100 (XONE) 82/100 |
| Иноязычные издания |                                                    |
| Издание            | Оценка                                             |
| Destructoid        | 7/10                                               |
| EGM                | 9/10                                               |
| Game Informer      | 8/10                                               |
| GameSpot           | 6/10                                               |
| GamesRadar+        | [ 42 ]                                             |
| IGN                | 6,5/10                                             |
| PC Gamer (US)      | 62/100                                             |
| Polygon            | 6,5/10                                             |
| VideoGamer         | 7/10                                               |

Оценки игры можно охарактеризовать в целом как сдержанно-положительные. При этом средняя оценка игры явно отличается в зависимости от платформы. Для приставки Nintendo Switch она составляет 64 баллов, а для Xbox One — 82 балла из 100 возможных.
Критик сайта Digitally Downloaded назвал Rime метафорой скорби, «и всех этих странных и сложных эмоций, которые объединяются в одно, когда ты в депрессии. „Rime“ — красивая игра во многих отношениях, но именно это делает её действительно особенной». Сам художественный стиль критик охарактеризовал, как похожий на Journey и Ico, механика скалолазания похожа на таковые в
Uncharted, а головоломки, как в играх Tomb Raider и The Legend of Zelda. Похожее мнение оставил редактор сайта GRYOnline, заметив, что хотя Rime не приносит ничего нового, однако она берёт понемногу лучшего из разных игр, в частности в игре прослеживаются отголоски The Last Guardian, Ico или Zelda, а сама Rime заставит игрока влюбится в себя и ещё очень долго не забывать о ней. Восторженный отзыв оставил критик сайта Wccftech указав на то, как игре удаётся превосходно передать историю не с помощью слов, а с помощью визуальных и звуковых элементов, делая из игры глубокое и эмоциональное путешествие, которое ещё долго будет нельзя забыть. Критик также похвалил представленные головоломки, заметив, что игра вряд ли заставят игрока чувствовать себя потерянным, как в The Witness, а дополнительные области для исследования не являются условием для развития сюжетной линии. Обозреватель сайта Easy Allies заметил, что возможно Rime не сумела достичь такой же изобретательности, которые демонстрируют игры с похожей идеей, тем не менее, Rime обладает своими достоинствами: захватывающими визуальные эффектами, красивым саундтреком и полезными головоломками, являющимися сами по себе прекрасными комбинациями разных механик, однако неясные элементы повествования и недостаток максимальной отдачи не позволяют стать Rime действительно нечто запоминающемся, тем не менее это по прежнему превосходная игра, обязательные для опробования любителям атмосферных инди-игр.
Часть критиков оставили смешанные отзывы, например критик сайта GameSpot заметил с одной стороны, что мир Rime неоспоримо очаровывает, от его окружающего мира, до саундтрека, способного выжимать из игрока самые разные эмоции. Однако в сравнении с объектами его влияния — Ico, Shadow of the Colossus и Journey, игра получилась блеклой тенью. Недостатки в полной мере раскрываются по мере прохождения: постоянные проблемы с навигацией, непостижимая история, простые головоломки, неоправданно сложные элементы платформа и постоянное падение частоты кадра. Игрок в итоге тратит больше времени на то, чтобы понять, куда идти, чем на изучение окружающего мира. Всё это заставляет Rime чувствовать себя, как нарядный акт дани вышеописанным играм. Критик сайта IGN оставил похожее мнение, заметив, что Rime выглядит, как «красивая, но не глубокая» игра, оставляя вид великолепного, но грустного приключения, как Ico, Journey или The Witness. Но под этим слоем прекрасного искусства, таинственных локаций и замечательной музыки прячется посредственная игра, не предлагающая каких либо новых идей, а почти все представленные загадки — скучные версии тех, что представлены в вышеописанных играх. С целом низкие оценки версии для Nintendo Switch были связаны с серьёзными техническими проблемами, постоянным падением частоты кадров и низким качеством графики и разрешением.
Редакция Eurogamer поставила Rime на 17 место в списке 50 лучших игр 2017 года, игра также была номинирована в категории лучшая игра-головоломка на вручении IGN 's Best of 2017 Awards.

### Награды
| Год  | Награды                         | Категория                                                   | Результат | Ссылка        |
| ---- | ------------------------------- | ----------------------------------------------------------- | --------- | ------------- |
| 2017 | Golden Joystick Awards          | Лучшее аудио                                                | Номинация | [ 55 ]        |
| 2017 | Titanium Awards                 | Игра года                                                   | Номинация | [ 56 ] [ 57 ] |
| 2017 | Titanium Awards                 | Лучшая инди-игра                                            | Номинация | [ 56 ] [ 57 ] |
| 2017 | Titanium Awards                 | Лучшая испанская игра                                       | Победа    | [ 56 ] [ 57 ] |
| 2017 | Titanium Awards                 | Лучший саундтрек                                            | Победа    | [ 56 ] [ 57 ] |
| 2018 | D.I.C.E. Awards                 | Выдающиеся достижения в оригинальной музыкальной композиции | Номинация | [ 58 ]        |
| 2018 | NAVGTR Awards                   | Оригинальная драматическая история, New IP                  | Номинация | [ 59 ] [ 60 ] |
| 2018 | Game Audio Network Guild Awards | Музыка года                                                 | Номинация | [ 61 ]        |
| 2018 | Game Audio Network Guild Awards | Лучший оригинальный саундтрек-альбом                        | Номинация | [ 61 ]        |